# Proacidalia valesinoides
Proacidalia valesinoides är en fjärilsart som beskrevs av Reuss 1926. Proacidalia valesinoides ingår i släktet Proacidalia och familjen praktfjärilar. Inga underarter finns listade i Catalogue of Life.